# Mercado monetario
El mercado monetario o de dinero es el conjunto de mercados financieros, independientes pero relacionados, en los que se intercambian activos financieros que tienen como denominador común un plazo de amortización corto, que no suele sobrepasar los dieciocho meses, un bajo riesgo y una elevada liquidez.

## Los mercados financieros
Los mercados financieros, en su conjunto, forman el mercado de fondos prestables; pero se distinguen de acuerdo con las características de los activos negociados, entre el mercado de capitales y el monetario. 
De acuerdo con la OCDE, el mercado de capitales comprende las operaciones de colocación y financiación a largo plazo y las instituciones que efectúan principalmente estas operaciones. Dentro del mercado de capitales se puede hablar de dos mercados: el mercado de valores y el mercado de crédito a largo plazo. A su vez los mercados de valores se dividen entre mercados de renta fija y mercados de renta variable.

## Características
Las características distintivas del mercado monetario son el corto plazo, el riesgo más reducido y la liquidez de los activos que en el mismo se negocian, sus características fundamentales son las siguientes:
1. Son mercados al por mayor puesto que, sus participantes suelen ser grandes entidades financieras o empresas industriales, que negocian grandes cantidades de recursos financieros a partir de las decisiones de profesionales especializados.
2. En estos mercados se negocian activos con escaso riesgo, derivado tanto de la solvencia de las entidades emisoras (Tesoro Público o instituciones financieras o industriales de gran tamaño) como de las garantías adicionales que aportan (títulos hipotecarios, por ejemplo, o pagarés de empresa avalados por una entidad bancaria.)
3. Son activos negociados con mucha liquidez, derivada tanto de su corto plazo de vencimiento, que habitualmente no rebasa los 18 meses, como de sus posibilidades de negociación en mercados secundarios. Además, se realizan con frecuencia con ellos operaciones con pacto de retrocesión a muy corto plazo.
4. la negociación se realiza directamente entre los participantes o a través de intermediarios especializados.
5. Muestran gran flexibilidad y capacidad de innovación financiera, que ha provocado la aparición de nuevos intermediarios financieros, nuevos activos financieros y técnicas de emisión más innovadoras, entre las que destacan las siguientes:

### Técnicas de emisión
Las técnicas de emisión van innovando, destacando las siguientes:
- El descuento o cobro de intereses al tirón. Esta fórmula implica que el comprador del activo paga una cantidad inferior al nominal en el momento de la adquisición, recibiendo el nominal en el momento de cancelarlo. La diferencia entre la cantidad pagada y el nominal es el descuento o rentabilidad que obtiene el comprador que, como es lógico, no recibe intereses periódicos, ya que los cobra por anticipado en su totalidad. Los títulos del mercado monetario que se suelen emitir de esta forma son los pagarés de empresa y las letras del Tesoro.
- Cupón cero. En este caso el  pago de los intereses se realiza a la maduración de la deuda, por tanto los títulos se adquieren por su valor nominal (o por debajo de él) y se amortizan con diferentes primas según el plazo de reembolso. Los títulos de mercado monetario que se suelen emitir de esta forma son los bonos de caja y de tesorería bancarios.
- A tipo variable. En este caso se emiten títulos cuyo tipo de interés no es fijo sino que evoluciona según algún tipo de interés de referencia, como, por ejemplo, el tipo interbancario, más un diferencial fijo. Esta fórmula se suele emplear en la emisión de ciertos bonos y pagarés y ha sido tomada de los créditos a tipo de interés variable.

## Activos del mercado monetario[1]
- Depósitos bancarios
- Letras del Tesoro
- Pagarés de empresas

## Desarrollo de los mercados monetarios
Las razones fundamentales del gran desarrollo producido en los mercados monetarios en los últimos años, pueden ser agrupadas en dos categorías.
El hecho de que tanto las autoridades económicas como otros agentes económicos han tratado de apoyar el desarrollo de los mercados monetarios a la vista de las consecuencias favorables que de ellos se derivaban para el funcionamiento de la economía. En este sentido, suele destacarse la contribución de los mercados monetarios a la consecución de las siguientes finalidades:
- El logro de los objetivos de la política monetaria.
- La formación de una estructura adecuada de los tipos de interés.
- La eficiencia de las decisiones financieras de los agentes económicos.
- La financiación ortodoxa del déficit público.

En segundo lugar, el conjunto de fenómenos de naturaleza fundamentalmente económica o institucional que ha ayudado también a su desenvolvimiento, con independencia de los efectos netos de esos fenómenos sobre la actividad económica hayan sido o no perniciosos. Destacan entre ellos las altas tasas de inflación, el bajo crecimiento del producto nacional, el crecimiento acelerado del gasto y déficit públicos, la revolución tecnológica, etc.